# مهدية (تيارت)
مهدية بلدية بولاية تيارت الجزائرية وسميت سابقًا بيردو (بالفرنسية: BURDEAU)‏: تقع وسط الجزء الغربي من الهضاب العليا المسمى سابقا بالسرسو يحدها شمالا ولاية تيسمسيلت، وجنوبا بلدية الناظورة وعين دزاريت ومن الشرق دائرة حمادية وغربا بلدية السبعين وتتربع على مساحة تقدر ب 143.01 كلم2.
أسست مدينة مهدية في عهد الاستعمار سنة 1904 وكانت تدعى بيردوBurdeau، يقطن بمدينة مهدية حوالي 32465 نسمة وهذا حسب الإحصاءات الأخيرة 2008 حيث كان تعداد السكان قبل 10 سنوات 30275 نسمة حسب إحصاءات سـنة 1998
و أما من الناحية الإدارية فتعد مهدية إحدى أكبر دوائر ولاية تيارت
رئيس بلدية مهدية عزازن مولاي الطيب

## الإدارة
تم إنشاء المركزتحت اسم بوردو بقرار صادر في 3 سبتمبر 1904، تم إنشاؤه كبلدية كاملة بموجب مرسوم صادر في 9 أغسطس 1924 وفي عام 1956 ألحقت بعمالة تيارت دائرة فيالار arrondissement de Vialar .

## الإقتصاد

### النشاط الزراعي
تتميز مهدية بأراضيها الفلاحية الخصبة ومن اجل هذا أنشئت عدة مؤسسات لتسير وتوزيع المنتوج الفلاحي من الحبوب
مطاحن مهدية: تعد من أكبر المطاحن على مستوى تراب الولاية والتي كان يشتغل بها حوالي 450 عامل قبل أن تتم خوصصتها بتاريخ 11 جوان 2005 وهي الآن تدعى سارل مجيدSarl MEGID.
تعاونية الحبوب الجافة: أسست هذه التعاونية في عهد الاستعمار وهي التعاونية الرئيسة لتسيير الإنتاج الفلاحي ومعالجة البذور ويعتبر مقرها أي بنايتها أحد أقدم وأعلى المنشئات العمرانية حيث يبلغ ارتفاعها حوالي 33 متر. كما توجد بطريق عماري وحدة أخرى تابعة للتعاونية الأم وإلى جانب ذلك هناك مؤسسة أو شركة خاصة بالمنطقة الصناعية لمهدية تسمى S.S.S لمعالجة الحبوب الجافة والبذور. وهي متوقفة عن النشاط حاليا

### النشاط التجاري
يتكون وسط مدينة مهدية من عدة محلات تجارية مختلفة النشاطات ومحلات خدمات الهاتف وبقالات ومحلات بيع الملابس والمقاهي ومطاعم... حيث يقع الشارع الرئيسي على الطريق الوطني رقم 40 وهناك محلات تجارية متعددة بمعظم الأحياء السكنية.
أما بالمنطقة الصناعية المحاذية للطريق الخارجي للمدينة توجد محطتي توزيع البنزين ومؤسسة الحبوب الجافة SSS المذكورة سابقا. ولا ننسى السوق الاسبوعية التي تقام كل يوم خميس. حيث يبتاع منها معظم السكان حاجتهم من الخضر والفواكه وبعض الملابس. وفي ما يخص النقل فتوجد ثلاث محطات نقل للمسافرين الأولى خاصة بالخطوط المتوجهة نحو حمادية وتيسمسيلت وبعض البلديات الأخرى والمحطة الثانية خاصة بخط تيارت والبلديات المجاورة في نفس الإتجاه والمحطة الثالثة وهي بالقرب من محطة مهدية تيارت خاصة ببلدية الناظورة وضاية الترفاس.

### الأشغال الكبرى
انطلقت اشغال التهيئة والعمران منذ سنوات عدة فلقد تم تجديد قنوات صرف المياه على مستوى مدينة مهدية وكذلك قد تم الانتهاء من اشغال غاز المدينة وشبكة توزيع المياه، حيث أن معظم سكان مهدية يستفدون حاليا من هذه الخدمة وما زالت اشغال تجديد وتعبيد الطراقات الرئيسة والفرعية في إطار الإنجاز وكذلك تجديد الأرصفة والإنارة العمومية. وهناك مشاريع أخرى ما زالت في إطار الإنجاز منها المقر الجديد للدائرة ومقر قباضة الضرائب ومقر شركة سونلغاز، ومكتبة بلدية أخرى بحي البدر.

## القطاع الصحي
شيد مستشفى مهدية في الثمنينات حيث يعد مفخرة لبلدية مهدية من الناحية العمرانية وهو يتسع لحوالي 240 سرير مقسمة على خمسة طوابق التي خصص كل واحد منها لمعالجة أحد الأمراض. يقدم مستشفى مهدية خدماته لكل البلديات المجاورة حيث يعمل به عدد من الجراحين والاختصاصيين يسمى بمستشفى محمد بوضياف نسبة إلى الرئيس الراحل
بالإضافة إلى المستشفى يوجد بالحي البلدي مركز طبي لخدمة سكان هذا الحـــــــي وكذلك العيادة المتعددة الخدمات التي كانت تتقاسم خدماتها مع المستشفى قبل استقلايتها عنه في السنة الأخيرة حيث أصبحت إدارة هذه العيادة مستقلة عن إدارة المستشفى حيث تغير اسمها من (العيادة المتعددة الخدمات) إلى (المؤسسة الأستشفائية الجوارية) بالإضافة إلى عدد من العيادات للأطباء الخواص والصيدليات الخاصة
و كذلك يوجد المركز الطبي البيداغوجي للمعوقين الذي يتكفل بالاطفال المعاقين ذهنيا على مستوى كل بلديات الدائرة.

## قطاع التعليم والثقافة
يتكون قطاع التعليم من 15 مدرسة ابتدائية موزعة على كل احياء البلدية و 5 مؤسسات للتعليم المتوسط وثلاث ثانويات، ومقر لمفتشية التعليم الابتدائي ومركز للتكوين المهــــني والتمهين مخصص لتأهيل وتكوين الشباب الذين غادروا المقاعد الدراسية.
و قد تم إنجاز ثانوية جديدة وهي من أكبر الثانويات من الناحية العمرانية حيث سيتم تحويل تلاميذ إحدى الثانويات إليها في بداية السنة القادمة 2009.
أما في ما يخص الثقافة فيوجد ببلدية مهدية عدة جمعيات ثقافية وعلى رأسها جمعية أضواء الثقافة والأناشيد التي يترأسها مادون قويدر كما يوجد مقرات ثقافية منها مكتبة البلدية التي شيدت مؤخرا ودار للشباب وقاعة الحفلات ومقر الكشافة الإسلامية.

## النشاط الرياضي
يوجد بمهدية فريقان لكرة القدم فريق النجم الرياضي لمهدية ESM وهو أقدم فريق كرة قدم بمهدية حيث كون هذا الفريق منذ أيام الاستعمار والفريق الجديدCRM الذي يدعى (حمراوة)، اما عن الملاعب الرياضية ففي السنوات الأخيرة تم تشييد عدة ملاعب رياضية خاصة بالأحياء عدا ملعب كرة القدم القديم المسمى ملعب الشهيد لعزب الجيلالي والملعب الجديد القديم الذي توقفت فيه الاشغال منذ سنوات وبجواره القاعة المتعددة الرياضات التي تضم عدة رياضات قتالية كالشاولين للمدرب حواشين الميسوم والفوفينام فيات فوداو للمدرب فوداد بن يعقوب.

## المؤسسات الحكومية والإدارية
يتوسط مدينة مهدية مقر الدائرة الذي يقوم موظفوه بإدارة شؤون المدينة وتقديم الخدمات الإدارية للمواطنين وكذلك مقر للبلدية بمصالحه المتعددة لخدمة شؤون البلدية من خدمة الحالة المدنية للمواطنين والحفاظ على البنية التحتية للمدينة من نظافة وتشجير وطرقات.
1. - إدارة الضرائب تتكفل هذه الإدارة بالشؤون المالية للمدينة من جباية وإصدار بعض الوثائق للمواطنين وقبض المخالفات وبيع الطوابع الضريبية
2. - إدارة البريد والمواصلات: الرمز البريدي لمهدية (الجديد 14004 القديم 14175) تتوزع خدمات البريد والمواصلات على ثلاث مقرات.
  1. المقر الرئيسي وهو الأقدم موجود بجانب مقر الدائرة
  2. المقر الملحق الكائن شرق المدينة
  3. الوكالة التجارية المكلفة بخدمة الهاتف والانترنات
3. اما بالنسبة للبنوك يوجد بنك واحد بمهدية وهو بنك الفلاحة والتنمية الريفية إلى جانب
4. كل هذا توجد عدة إدارات منها مؤسسة الكهرباء والغاز
5. وكالة الـتأمين SAA -
6. مركز الضمان الاجتماعي
7. مكتب الشغل والتشغيل
8. إدارة الفلاحة SDA
9. الوكالة العقارية
10. تقسيمية البناء والتهيئة العمرانية
11. ديوان الترقية التسيير العقاري
12. مؤسسة الجزائرية للمياه
13. مقر امن الدائرة (الشرطة)
14. فرقة الدرك الوطني وثكنة فرقة رجال الحماية المدنية وبدون أن ننسى مجموعة الحرس البلدي التي يوجد مقرها في بناية مقر قسمة جبهة التحرير سابقا.اتصالات الجزائر أيضا توجد في مهدية أسماء بعض الأشخاص مثل ساعد كاني والفجحة والعولا وبن عودة ولد النعار إضافة إلى قومينا ومنور قاق والجيلالي الميق وتشاو وغيرهم من أعيان هذه البلدة...

## المساجد
1. المسجد العتيق: هو أقدم مساجد مهدية وقد تمت توسعته وترميمه في الاونة الأخيرة.
2. مسجد عمر بن عبد العزير: وهو المسجد الذي يتوسط المدينة وهو أكبر مساجد دائرة مهدية (المسجد الكبير).
3. مسجد سلمان الفارسي والذي يتشابه بنائه نوعا ما و (خاصة صومعته) مع مسجد عمر بن عبد العزيز.
4. مسجد يوسف قوادرية الذي كان كنيسة في وقت المستعمر وهو أقدم أماكن العبادة.
5. مسجد على بن ابي طالب المحاذي للمقبرة الإسلامية.
6. المسجد الجديد شرق ثانوية الإخوة بعمر وبالضبط بين حي 233 قطعة و200 قطعة سكن وهو يسمى بمسجد الهدى.
7. كما يوجد مشروع بناء مسجد «أبو أيوب الأنصاري» بجوار مركز التكوين المهني والتمهين

## معالم
|  | المعلم          | نبذة                                                                          | صورة المعلم |
|  | --------------- | ----------------------------------------------------------------------------- | ----------- |
|  | المعتقل العسكري | تم تشييد المعتقل عام 1956 لقمع الثورة التحريرية وتقدر مساحة الموقع حوال 25 هآ |             |

## وصلة خارجية
- مهدية